# پناهندگان ایرانی در آلمان
پناهندگان ایرانی در آلمان ایرانیان به دلایل مختلفی راه مهاجرت به خارج از وطن خودشان را برگزیده‌اند. تغییرات در پهنه‌های سیاسی و اجتماعی در ایران گروه‌های مختلفی را به پناهندگی یا مهاجرت وادار کرده‌است. با رأی آوردن جمهوری اسلامی در ایران از مردم و بلافاصله بعد از آن، اولین گروه که نزدیکان و حامیان سلطنتی پهلوی بودند از ایران به قصد مهاجرت خارج شدند. آنان اساساً روانه کشورهای آمریکا و کانادا شدند.
از نیمه دوم دهه ۱۳۷۰ علت مهاجرت ایرانیان به اروپا کمتر به دلایل سیاسی بود. این گروه به دلیل اینکه نسبت به شرایط سیاسی – اجتماعی در ایران صاحبنظر نبودند، کمتر به خاطر فعالیت سیاسی مجبور خواستار ترک کشورشان شده بودند.
از سال ۱۹۹۳ که قوانین پناهندگی در آلمان تشدید شد، اجازه اقامت به صورت پناهندگی از شانس کمتری برخوردار گردید.

## حقوق پناهندگی

### پناهنده
طبق کنوانسیون پناهندگی ۱۹۵۱ ژنو پناهنده به کسی گفته می‌شود که در کشور خود به دلایل نژادی، مذهب، ملیت، عقاید سیاسی، تعلق به یک گروه اجتماعی مورد آزار و اذیت قرار می‌گیرند.

### حقوق پناهندگی در آلمان
تا زمان قبول پناهندگی پناهندگان باید در کمپ‌های پناهجویی زندگی نمایند. پناهندگان در آلمان تا وقتی وضعیت حقوقی متقاضی پناهندگی مشخص نشده‌است برخوردار از هیچ نوع حقوق حتی اجازه کار در آلمان نیز برخوردار نخواهد بود.
بر اساس کنوانسیون پناهندگی، پناهندگان از امتیاز داشتن جای خواب، حق داشتن خوراک مکفی و پاس سفید برخوردار می‌باشند. پاس سفید به مدرکی گفته می‌شود که بر اساس آن شخص پناهنده اجازه سفر به سایر کشورها را خواهد داشت اما حق ندارد به کشور خود مسافرت کند.
آلمان نسبت به سایر کشورهای اتحادیه اروپا بیشتر پناهنده پذیر است. عمده پناهندگان از کشورهای ایران، سوریه، عراق، ترکیه و افغانستان می‌باشند.

## علل و انگیزه‌های پناهندگی ایرانیان به آلمان
ایرانیان به دلایل مختلفی راه مهاجرت به خارج از وطن خودشان را برگزیده‌اند. تغییرات در پهنه‌های سیاسی و اجتماعی در ایران گروه‌های مختلفی را به پناهندگی یا مهاجرت وادار کرده‌است. با مستقر شدن دولت جمهوری اسلامی در ایران و بلافاصله بعد از آن، اولین گروه که نزدیکان و حامیان سلطنتی پهلوی بودند از ایران به قصد مهاجرت خارج شدند. آنان اساساً روانه کشورهای آمریکا و کانادا شدند.
اما اولین موج گسترده پناهندگی و مهاجرت ایرانیان به دهه ۱۳۶۰ بر می‌گردد که سرکوب شدید و سیستماتیک فعالان سیاسی در ایران آغاز شد. در این مقطع جمعیتی از پناهجویان با قبول خطرات زیاد از راه‌های گوناگون خود را به کشورهای اروپایی رساندند.
در آن زمان گروهی که عمدتاً از هواداران گروه‌های چپ بودند ابتدا به کشورهای بلوک شرق و بعد از چند سال ماندن در آن کشورها، به کشورهای اروپایی مهاجرت کردند. اما بزرگترین گروهی که ناچار به مهاجرت از ایران گردید متعلق به سازمان مجاهدین خلق بودند.
در آغاز پناهجویانی که مستقیماً به اروپا آمدند، فکر نمی‌کردند که مدت مهاجرت آنان ممکن است این همه سال طول بکشد. این افراد هیچ آشنایی از شرایط پناهندگی و زندگی در کشورهای اروپایی نداشتند به همین خاطر عده نسبتاً زیادی از آن‌ها چندین ماه بعد از ورود به آلمان برای پناهندگی اقدام می‌کردند. عدم تهدید جانی در کشورهای مقصد باعث می‌شد که دشواری‌های پناهندگی برای این افراد قابل تحمل شود. در این دوران گرفتن پناهندگی و اجازه اقامت ساده‌تر و راحت‌تر بود.
از نیمه دوم دهه ۱۳۷۰ علت مهاجرت ایرانیان به اروپا کمتر به دلایل سیاسی بود. این گروه به رغم اینکه از شرایط سیاسی – اجتماعی در ایران رضایت نداشتند اما کمتر به خاطر فعالیت سیاسی مجبور به ترک کشورشان شده بودند.
از سال ۱۹۹۳ که قوانین پناهندگی در آلمان تشدید شد، اجازه اقامت به صورت پناهندگی از شانس کمتری برخوردار گردید.

## بعد از انتخابات سال ۱۳۸۸
پناهندگانی که بعد از انتخابات ریاست جمهوری سال ۱۳۸۸ به قصد پناهندگی به آلمان آمدند اکثراً جوان و فعالان این دوره بودند. این افراد راحت‌تر از دوره‌های قبلی موفق به اخذ اقامت شدند.

## جوانان و نوجوانان
طی چهار دهه گذشته در میان پناهندگان ایرانی جوانان و نوجوانانی بودند که به تنهایی به آلمان فرستاده شده بودند. تعدادی از خانواده‌ها در سال‌های اول بعد از انقلاب یا سال‌های جنگ برای دور نگه داشتن بچه‌هایشان از جبهه یا ترس از دستگیری و زندان، آن‌ها را تنها به خارج فرستادند. در سال‌های بعد جوانان ایرانی به تنهایی به امید دست یابی به زندگی بهتر یا امکان تحصیل به خارج از کشور آمدند. جوانان دیگری را می‌توان به این گروه اضافه کرد که متعلق به سازمان مجاهدین خلق بودند و برای دور نگه داشتن آن‌ها از جنگ در عراق، از آنجا به آلمان وارد شدند. این گروه را به خاطر آنکه از حمایت سازمان مجاهدین برخوردار بودند نمی‌توان در ردیف بقیه جوانان پناهنده رده‌بندی کرد.
روند مهاجرت ایرانیان به آلمان توأم با وضعیت شرایط سیاسی درایران کم یا زیاد شده‌است. اما در همه سه دهه گذشته ایران را می‌توان در رتبه‌های بالای متقاضیان پناهندگی در آلمان قرار داد و این روند کماکان ادامه دارد.

## آمار مهاجرت ایرانیان به آلمان
سازمان فدرال برای مهاجرت و پناهندگی آلمان در دیماه ۱۳۹۴ اعلام کرد که آمار مهاجرت ایرانی‌ها به آلمان در سال ۲۰۱۵تعداد ۵٫۳۹۴ ایرانی (۷۰٪ بیش از سال گذشته) و ۳۰٫۸۶۲ افغانستانی (نزدیک به ۳۰۰٪ بیش از سال گذشته) جدید در سال ۲۰۱۵ در این کشور تقاضای پناهندگی دادند. این آمار علاوه بر ۳۳۰ ایرانی و ۵۲۰ افغانستانی است که طی همین مدت مجدداً تقاضای پناهندگی کردند.
طبق آمار اداره فدرال برای امور مهاجران و پناهجویان در آلمان در سال ۲۰۱۳ تعداد ۴۴۲۴ ایرانی از این کشور درخواست پناهندگی کردند که طی ده سال اخیر این بالاترین تعداد پناهجویان ایرانی در آلمان است. به ۲۶۳ ایرانی پناهندگی داده شد. براساس این گزارش ایران در بین ده کشور با بالاترین شمار متقاضیان پناهندگی در آلمان در سال ۲۰۱۳، در ردیف ششم قرار گرفت. تعداد پناهندگان ایرانی در سال‌های ۲۰۰۰ و ۲۰۱۰ شش درصد از کل جمعیت پناهجویان در آلمان را تشکیل می‌دادند. در سال ۲۰۱۳ تعداد پناهجویان ایرانی ۴ درصد کل پناهجویان آلمان می‌باشد. در این سال یکهزار و ۱۲ درخواست پناهندگی ایرانیان نیز رد شده‌است.
بر طبق آمارهای اداره آمار فدرال آلمان در پایان ماه ژوئن سال ۲۰۱۳ بیانگر این است که تعداد ۷۰ هزار ایرانی در آلمان زندگی می‌کنند. این افراد یا پاسپورت ایرانی یا پاسپورت پناهندگی دارند که در آن کشور خود را ایران اعلام کرده‌اند. این علاوه بر ۸۰ تا ۹۰ هزار نفر ایرانی می‌باشد که تاکنون تابعیت آلمان را پذیرفته‌اند.
پناهجویان ایرانی از نظر تعداد در ماه مه سال ۲۰۱۳ در رتبه پنجم در کشور آلمان قرار داشتند. در جدول اداره فدرال آلمان در امر مهاجرت و پناهندگی تعداد پناهجویان روسیه، سوریه، افغانستان و صربستان بیش از ایران بود.
در سال ۲۰۰۹ تعداد پناهندگان ایرانی در آلمان ۱۱۷۰ نفر بودند و در سال ۲۰۱۰ تعداد پناهجویان ایرانی به ۲۴۷۵ نفر رسید. در سال‌های ۲۰۱۲ و ۲۰۱۳ این تعداد رشد فزاینده‌ای داشت به‌طوری‌که حدود ۳۰ درصد بر تعداد پناهندگان ایرانی در آلمان اضافه گردید.
آمار پناهندگان در آلمان از سال ۱۹۸۴ منتشر شد. در فاصله این تاریخ تا پایان سال ۲۰۱۲ میلادی بیش از ۱۲۶ هزار پناهجوی ایرانیان درخواست خود را به مقامات دولتی آلمان تحویل دادند. جمعیت ایرانیان موجود در آلمان را بین ۱۵۰ تا ۱۸۰ هزار نفر برآورد می‌شود.
تعداد ایرانیان پناهندگان ساکن آلمان بر اساس ادارهٔ مرکزی ثبت احوال خارجی‌ها تا پایان سال ۲۰۱۲ از مرز ۴۰ هزار تن گذشت. بالاترین تعداد پناهندگان از کشورهای ترکیه، ایران و افغانستان بودند. بر اساس این آمار ایران با حدود ۶هزار پناهنده بعد از ترکیه قرار داشت. تعداد پناهندگان ترکیه در آلمان تا تاریخ این گزارش بالغ بر بر ۱۵ هزار و ۲۰۲ تن بود، افغانستان نیز با ۲ هزار و ۵۸۵ تن، در ردیف سومین کشور قرار داشت. بر اساس گزارش ادارهٔ مرکزی ثبت احوال خارجی‌ها، تا پایان سال ۲۰۱۲، ۷۴ هزار و ۵۷۰ تن به ادارات اقامت خارجیان در سراسر آلمان تقاضای پناهندگی داده بودند. در این میان عراق با ۳۳ هزار و ۱۰۷ تن، ایران با ۷ هزار و ۸۷۱ نفر و ترکیه با ۶ هزار و ۷۷۳ متقاضی پناهندگی، به ترتیب مقام‌های اول تا سوم را داشتند.

## جایگاه تحصیلی و اجتماعی پناهندگان ایرانی
بنا به گزارش تحقیقی اداره مهاجرت و پناهجویی آلمان در اردیبهشت ۱۳۹۵، پناهندگان ایرانی و سوری بیشتر از حد میانگین از تحصیلات دبیرستانی و دانشگاهی برخوردار هستند. به عبارت دیگر حدود ۷۸ درصد پناهجویان بالغ ایرانی دارای دیپلم دبیرستان یا تحصیلات دانشگاهی می‌باشند. از میان پناهجویان ایرانی ۵/ ۴۲ درصد دیپلم دبیرستان دارند و ۲۲/ ۳۵ درصد پناهجویان دیگر ایرانی نیز تحصیلات دانشگاهی دارند.
پناهندگان ایرانی اقشاری با درآمد متوسط یا بالا در این کشور می‌باشند. ایرانیان در واقع نخبگان ایرانی هستند که وادار به مهاجرت شده‌اند. آن‌ها به دلیل تمایل به زندگی مدرن که با قوانین و اصول حاکم در جمهوری اسلامی ایران مغایرت دارد ایران را ترک کرده‌اند.